# Euphorbia fractiflexa
Euphorbia fractiflexa là một loài thực vật có hoa trong họ Đại kích. Loài này được S.Carter & J.R.I.Wood mô tả khoa học đầu tiên năm 1982.

## Hình ảnh

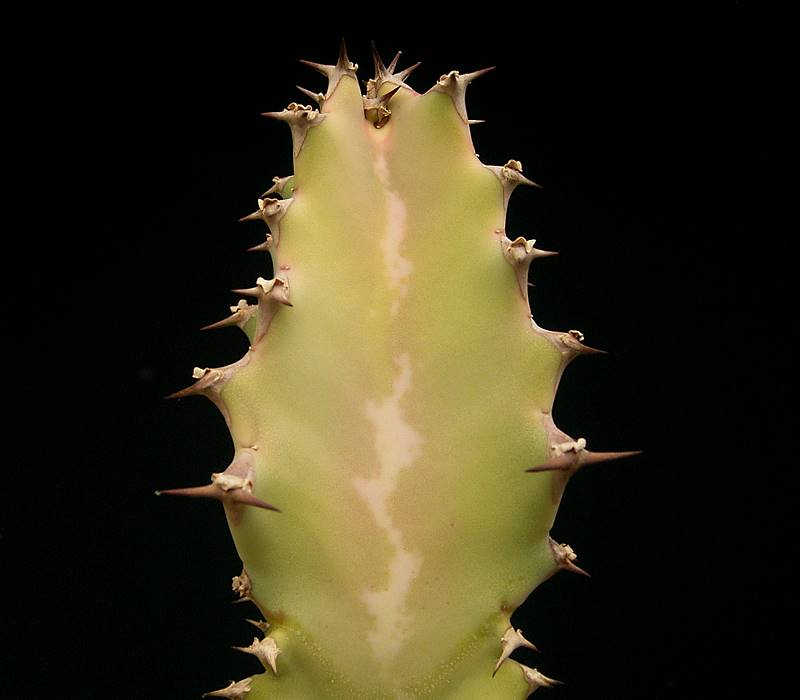